# 奥林匹克运动会叙利亚代表团
叙利亚於1948年首次參與奥林匹克运动会，並自1968年起參加了除了1976年以外的夏季奧運會。